# Euscelidia milva
Euscelidia milva là một loài ruồi trong họ Asilidae. Euscelidia milva được Dikow miêu tả năm 2003. Loài này phân bố ở vùng nhiệt đới châu Phi.